# Sillago sihama
 Sillago sihama és una espècie de peix de la família Sillaginidae i de l'ordre dels perciformes.

## Morfologia
Els mascles poden assolir els 31 cm de longitud total.

## Distribució geogràfica
Es troba des del Mar Roig fins a Sud-àfrica, Japó, Austràlia i Nova Caledònia. També present a la Mediterrània (Turquia).